# ZooMontana
ZooMontana is een non-profit dierentuin in Billings, Montana. Het is de enige dierentuin en botanische tuin van de staat.
De oppervlakte van de dierentuin bedraagt 28 hectare. Het heeft momenteel ongeveer 100 dieren, die 58 soorten vertegenwoordigen. Al deze dieren leven in habitats die zijn ontworpen om hun natuurlijke leefgebied na te bootsen. De dierentuin werd in 1992 opgericht als een non-profitorganisatie. Het is geaccrediteerd bij de Association of Zoos and Aquariums. Het richt zich op dieren in het wild afkomstig uit Montana, de Rocky Mountains en andere regio's met koude temperaturen op of boven de 45e breedtegraad. Binnenhabitats omvatten dieren van over de hele wereld.
De dierentuin is elke dag van het jaar geopend, behalve Thanksgiving, Kerstmis, Nieuwjaar en Pasen, en sluit ook wanneer de temperatuur onder 0°F (−17,8°C) daalt. De dierentuin ontvangt per jaar meer dan 80.000 bezoekers.